# سندرم تولوسا–هانت
سندرم تولوسا هانت یک اختلال نادر است که با سردردهای شدید و یک طرفه همراه با درد مدار چشم همراه با ضعف و فلج ( افتالموپلژی ) برخی از عضلات چشم ( فلج خارج چشمی ) مشخص می شود.
در سال 2004، انجمن بین المللی سردرد تعریفی از معیارهای تشخیصی ارائه کرد که شامل گرانولوم بود.